# Национален институт по геофизика, геодезия и география
Националният институт по геофизика, геодезия и география е научен институт на Българската академия на науките.
Основната дейност на института е да провежда фундаментални и приложни изследвания в областта на геофизиката, сеизмологията, сеизмичната механика, сеизмичното инженерство, геодезията и географията. Осъществяват се мониторинг, анализи и оценки за сеизмичния риск за населени места, сгради и съоръжения, изследват се глобалните промени и техните регионални измерения и се предоставят модели и решения за оптимално използване на ресурсите на страната. Институтът издава периодичните издания: „Българско геофизично списание“, „Проблеми на географията“ и „Висша геодезия“.

## История
Институтът е основан на 1 юли 2010 г., след като се сливат Геофизичният институт (1960 г.), Географският институт (1950 г.), Централната лаборатория по геодезия (1972 г.) и Централната лаборатория по сеизмична механика и сеизмично инженерство (1982 г.).
През 2016 г. институтът работи по 18 проекта в международно сътрудничество.

## Структура
Институтът е съставен от четири департамента:
- Геофизика;
- Сеизмология и сеизмично инженерство;
- Геодезия;
- География.

Институтът оперира и поддържа следните национални мониторингови мрежи:
- Национална сеизмична мрежа;
- Национална мрежа за силни земни движения;
- Национална перманентна GPS/GNSS мрежа;
- Национална мареографна мрежа;
- Национална йоносферна служба;
- Националната мрежа от станции за наземни измервания на биологично активната слънчева ултравиолетова (УВ) радиация;
- Системата за прогнозиране нивата на тропосферен озон.

На разположение са също:
- Националната геомагнитна обсерватория „Панагюрище“
- Геодезическа обсерватория „Плана“

ГИС центърът за географска информация към департамент „География“ събира, обработва, анализира и представя географски данни за нуждите на управлението на страната.